# Edward Skorek
Edward Skorek   (Tomaszów Mazowiecki, 13 de juny de 1943) és un jugador de voleibol polonès, ja retirat, que va competir durant les dècades de 1960 i 1970.
Durant la seva carrera esportiva va prendre part en tres edicions dels Jocs Olímpics d'Estiu. El 1968, a Ciutat de Mèxic, fou cinquè en la competició de voleibol; el 1972 a Munic, novè; i el 1976, Montreal, va guanyar la medalla d'or.
Entre 1964 i 1976 fou 284 vegades internacional per Polònia. En el seu palmarès també destaquen una medalla d'or al Campionat del Món de voleibol de 1974, una medalla de plata a la Copa del Món de voleibol de 1965 i una medalla de bronze al Campionat d'Europa de voleibol de 1967. A nivell de clubs guanyà quatre lligues poloneses, dues amb l'AZS AWF Warsaw (1965 i 1966) i dues amb el Legia Warsaw (1968 i 1969). També va jugar a Itàlia, on guanyà la lliga de 1976 amb el Panini Modena.
Una vegada retirat exercí d'entrenador en diferents equips, entre ells la selecció nacional de Polònia i Kuwait.